# Línea 11 (EMT Málaga)
La Línea 11 de la Empresa Malagueña de Transportes (EMT) es una línea de autobús urbano de la ciudad de Málaga que la Universidad de Málaga (Teatinos) con El Palo (Málaga Este). 

## Características
La línea 11 es una línea transversal que enlaza el este de la ciudad con el noroeste, conectando el campus de Teatinos con el centro de la ciudad y con Málaga Este. La línea es una fusión de las antiguas líneas 11 «Alameda – El Palo» y línea 20 «Alameda – Universidad» por lo que está pensada para unir sus cabeceras con el centro de la ciudad más que para unirlas entre sí. Es una de las líneas más rentables de la EMT, especialmente por haber sido durante años el único medio de transporte público, además del taxi, en la zona Este de la capital, a pesar de que en los últimos años la EMT ha alargado otras líneas como la 3 o la 8 para cubrir la demanda del distrito. 
Es una de las líneas señeras de la EMT, su servicio comenzó en 1927, complementando la línea de tranvías, siendo la línea por excelencia de la zona Este de la capital. A mediados de la década de 1980, la línea tenía sus cabeceras en El Palo y en el Paseo del Parque. En 2002 la cabecera se trasladó hasta la Alameda, enfrente de Stella Maris. En 2013, la línea 11 se fusionó con la línea 20, que entonces discurría desde el centro hasta la Universidad, creándose así el actual recorrido de la línea. La línea 3 fue alargada hacia El Palo y la 11 perdió su recorrido por el camino de Olías.  
La línea recorre en su totalidad el eje Alameda Principal – Paseo del Parque.

### Frecuencias
| de lunes a viernes laborables |           |
| de 6:25 a 22:40               | 15-10 min |
| sábados laborables            |           |
| de 6:20 a 23:00               | 15-10 min |
| domingos y festivos           |           |
| de 6:20 a 0:00                | c. 15 min |

### Material asignado
Los autobuses asignados a la línea eran, por lo general, Irisbus CityBus articulados carrozados por Hispano. Últimamente los autobuses asignados a la línea son, también por lo general, los recientes MAN A22 Lion's City - NEW City Hybrid articulados, aunque en refuerzos pueden aparecer otros modelos articulados e incluso autobuses de medida estándar.

## Recorrido y paradas

### Sentido El Palo
La línea comienza en el bulevar Louis Pasteur a la altura del Hospital Clínico, en el campus universitario de Teatinos (Teatinos-Universidad). 
Tras incorporarse de nuevo a la vía en sentido Centro, continúa por ella, pasando por la facultad de ciencias y la facultad de filosofía y letras, a la altura de Gregorio Prieto gira a la derecha hasta el final. En la rotonda, gira a la izquierda para incorporarse a la Avenida Blas Infante. Llega a la Plaza de Manuel Azaña y desde ahí continúa por la Avenida de Andalucía y por la Alameda, donde realiza una parada. Continúa por la Plaza de la Marina, y atraviesa el Paseo del Parque. Al llegar a la plaza del General Torrijos, toma el Paseo de Reding sentido este. Sigue por la Avenida de Príes y por el Paseo de Sancha. Continúa por la avenida del Pintor Joaquín Sorolla, que recorre en su totalidad hasta el cruce con el paseo marítimo Pablo Ruiz Picasso. Continúa por éste hacia los Baños del Carmen por calle Bolivia hasta la calle Pez Plata, por la que se incorpora hacia la avenida de Juan Sebastián Elcano. El recorrido por ésta atraviesa multitud de barriadas del distrito Este y el Arroyo Jaboneros. Sigue por la calle Almería y gira a la derecha en la calle Leopardi para dar servicio al Centro de Salud, y luego tuerce a la izquierda por la avenida de Salvador Allende para subir de nuevo a la calle antes citada por la calle del doctor Gutiérrez Mata.
La cabecera se encuentra en la misma calle doctor Gutiérrez Mata en Playa Virginia. 
| Código | Parada                                             | Común con         | Otras conexiones        |
| ------ | -------------------------------------------------- | ----------------- | ----------------------- |
| 2056   | LOUIS PASTEUR                                      |                   |                         |
| 850    | Facultad de Ciencias                               | 18 22             |                         |
| 832    | Facultad de Filosofía y Letras                     | 18                | M-114 M-116 M-143 M-166 |
| 472    | Louis Pasteur – Manuel Domínguez                   | 18 22             | Ciudad de la Justicia   |
| 476    | Gregorio Prieto – Frank Kafka                      | 4 22 N4           |                         |
| 473    | Gregorio Prieto – Ciudad de la Justicia            | 4 22 N4           |                         |
| 2055   | Plaza de Manuel Azaña                              | 25 E              |                         |
| 1460   | Av. de Andalucía – Centro de Salud                 | 25 E N4           |                         |
| 1461   | Av. de Andalucía – Puente de las Américas          | 25 E N4           |                         |
| 1462   | Av. de Andalucía – Jardines Picasso                | 25 31 E N4        |                         |
| 1463   | Av. de Andalucía – Rotonda                         | 25 31 E N4        | Guadalmedina            |
| 322    | Alameda Principal Sur                              | 3 8 N1            | Atarazanas              |
| 1122   | Paseo del Parque – Plaza de la Marina              | 3 8 N1            |                         |
| 1123   | Paseo del Parque – Ayuntamiento                    | 3 8 32 33 34 35N1 |                         |
| 1103   | Paseo de Reding – Plaza de Toros                   | 3 32 33 34 35N1   |                         |
| 1104   | Paseo de Reding – Keromnes                         | 3 32 33 34 35N1   |                         |
| 1105   | Paseo de Sancha – La Caleta                        | 3 32 33 34 35N1   |                         |
| 1106   | Paseo de Sancha – Monte Sancha                     | 3 32 33 34 35N1   |                         |
| 1107   | Av. Pintor J. Sorolla – El Limonar                 | 3 32 33 34 C3 N1  |                         |
| 1108   | Av. Pintor J. Sorolla – Miramar                    | 3 33 34 N1        |                         |
| 1109   | Av. Pintor J. Sorolla – Bellavista                 | 3 33 34 N1        |                         |
| 1110   | Av. Pintor J. Sorolla – El Morlaco                 | 3 33 34 N1        |                         |
| 1111   | Bolivia – Baños del Carmen                         | 3 8 34 N1         |                         |
| 1124   | Av. Juan Sebastián Elcano – Pez Plata              | 3 8 N1            |                         |
| 1125   | Av. Juan Sebastián Elcano – Pedregalejo            | 3 8 N1            |                         |
| 1127   | Av. Juan Sebastián Elcano – Los Galanes            | 3 8 N1            |                         |
| 1135   | Av. Juan Sebastián Elcano – Las Acacias            | 3 8 N1            |                         |
| 1128   | Av. Juan Sebastián Elcano – Arroyo Jaboneros       | 3 8 N1            |                         |
| 1129   | Av. Juan Sebastián Elcano – Pintor Enrique Florido | 3 8 N1            |                         |
| 1130   | Av. Juan Sebastián Elcano – Echevarria             | 3 8 N1            |                         |
| 1131   | Av. Juan Sebastián Elcano – Iglesia                | 3 8 N1            |                         |
| 1132   | Ctra. de Almería – Padre Coloma                    | 3 8 N1            |                         |
| 1133   | Ctra. de Almería – Miramar del Palo                | 8 N1              |                         |
| 1134   | LEOPARDI – CENTRO DE SALUD                         | 8 N1              |                         |

### Sentido Universidad
La línea comienza en la calle doctor Gutiérrez Mata en la barriada de Playa Virginia. 
Después toma Avda. Juan Sebastián Elcano, que atraviesa gran parte de este distrito, e igualmente atraviesa el Arroyo Jaboneros. A la altura del Morlaco, toma la avenida del Pintor Joaquín Sorolla, que igualmente recorre entera. Sigue por el Paseo de Sancha, Avenida de Príes y Paseo de Reding. En la Plaza de Toros, gira hacia el Paseo del Parque. Recorre el Paseo entero hasta la Alameda. Desde allí continúa por la avenida de Andalucía y la avenida Blas infante, gira a la derecha por Gregorio Prieto ya en Teatinos, posteriormente encara el bulevar Louis Pasteur donde pasa por la facultad de Derecho. 
La cabecera se encuentra en el bulevar Louis Pasteur a la altura de la facultad de Medicina. 
| Código | Parada                                       | Común con        | Otras conexiones      |
| ------ | -------------------------------------------- | ---------------- | --------------------- |
| 1119   | DR. GUTIÉRREZ MATA – PLAYA VIRGINIA          | 29 N1            |                       |
| 1153   | Ctra. de Almería – Chanquete                 | 3 8 29 N1        |                       |
| 1154   | Ctra. de Almería – Edif. Bahía               | 3 8 29 N1        |                       |
| 1155   | Av. Juan Sebastián Elcano – Iglesia          | 3 8 N1           |                       |
| 1156   | Av. Juan Sebastián Elcano – Echevarria       | 3 8 N1           |                       |
| 1157   | Av. Juan Sebastián Elcano – Arroyo Jaboneros | 3 8 N1           |                       |
| 1158   | Av. Juan Sebastián Elcano – Las Acacias      | 3 8 34 N1        |                       |
| 1159   | Av. Juan Sebastián Elcano – Los Galanes      | 3 8 34 N1        |                       |
| 1160   | Av. Juan Sebastián Elcano – Pedregalejo      | 3 8 33 34 N1     |                       |
| 1161   | Av. Juan Sebastián Elcano – Vicente Espinel  | 3 8 33 34 N1     |                       |
| 1162   | Av. Juan Sebastián Elcano – Cerrado Calderón | 3 8 33 34 N1     |                       |
| 1163   | Av. Pintor J. Sorolla – El Morlaco           | 3 33 34 N1       |                       |
| 1164   | Av. Pintor J. Sorolla – Bellavista           | 3 33 34 N1       |                       |
| 1165   | Av. Pintor J. Sorolla – Miramar              | 3 33 34 N1       |                       |
| 1166   | Av. Pintor J. Sorolla – El Limonar           | 3 33 34 N1       |                       |
| 1167   | Paseo de Sancha – Monte Sancha               | 3 32 33 34 35 N1 |                       |
| 1168   | Paseo de Sancha – La Caleta                  | 3 32 33 34 35 N1 |                       |
| 1169   | Av. Príes – Cementerio Inglés                | 3 32 33 34 35 N1 |                       |
| 1170   | Paseo de Reding – Plaza de Toros             | 3 32 33 34 35 N1 |                       |
| 302    | Paseo del Parque                             | 3 32 33 34 35 N1 |                       |
| 303    | Paseo del Parque – Plaza de la Marina        | 3 A C1 N1        |                       |
| 1177   | Alameda Principal Norte                      |                  | Atarazanas            |
| 2009   | Av. de Andalucía – Rotonda                   |                  | Guadalmedina          |
| 1403   | Av. de Andalucía – Jardines Picasso          | 25 E N4          |                       |
| 1404   | Av. de Andalucía – Puente de las Américas    | 25 E N4          |                       |
| 1405   | Av. de Andalucía – Centro de Salud           | 25 E N4          |                       |
| 2003   | Plaza de Manuel Azaña                        | 25 E             |                       |
| 420    | Gregorio Prieto – Ciudad de la Justicia      | 4 22 N4          |                       |
| 2207   | Gregorio Prieto – Frank Kafka                | 4 22 N4          |                       |
| 421    | Louis Pasteur – Manuel Domínguez             | 18 22            | Ciudad de la Justicia |
| 833    | Facultad de Derecho                          | 18 22 62         |                       |
| 2011   | FACULTAD DE MEDICINA                         | 8 22             |                       |

## Servicios especiales

### Feria
Durante la Feria de Málaga, la línea 11 de la EMT, a partir de las 20:00 de la tarde pasa a realizar servicio como «El Palo – Feria», conectando directamente los barrios a los que da servicio con el Cortijo de Torres y suprimiendo su paso por Teatinos.

### Semana Santa
En Semana Santa y con motivo del cierre al tráfico del eje Alameda Principal–Paseo del Parque debido a los desfiles procesionales, la línea 11 traslada sus paradas en la Alameda Principal al Muelle Heredia en sentido El Palo y al Paseo de los Curas en sentido Universidad.

## Galería de imágenes

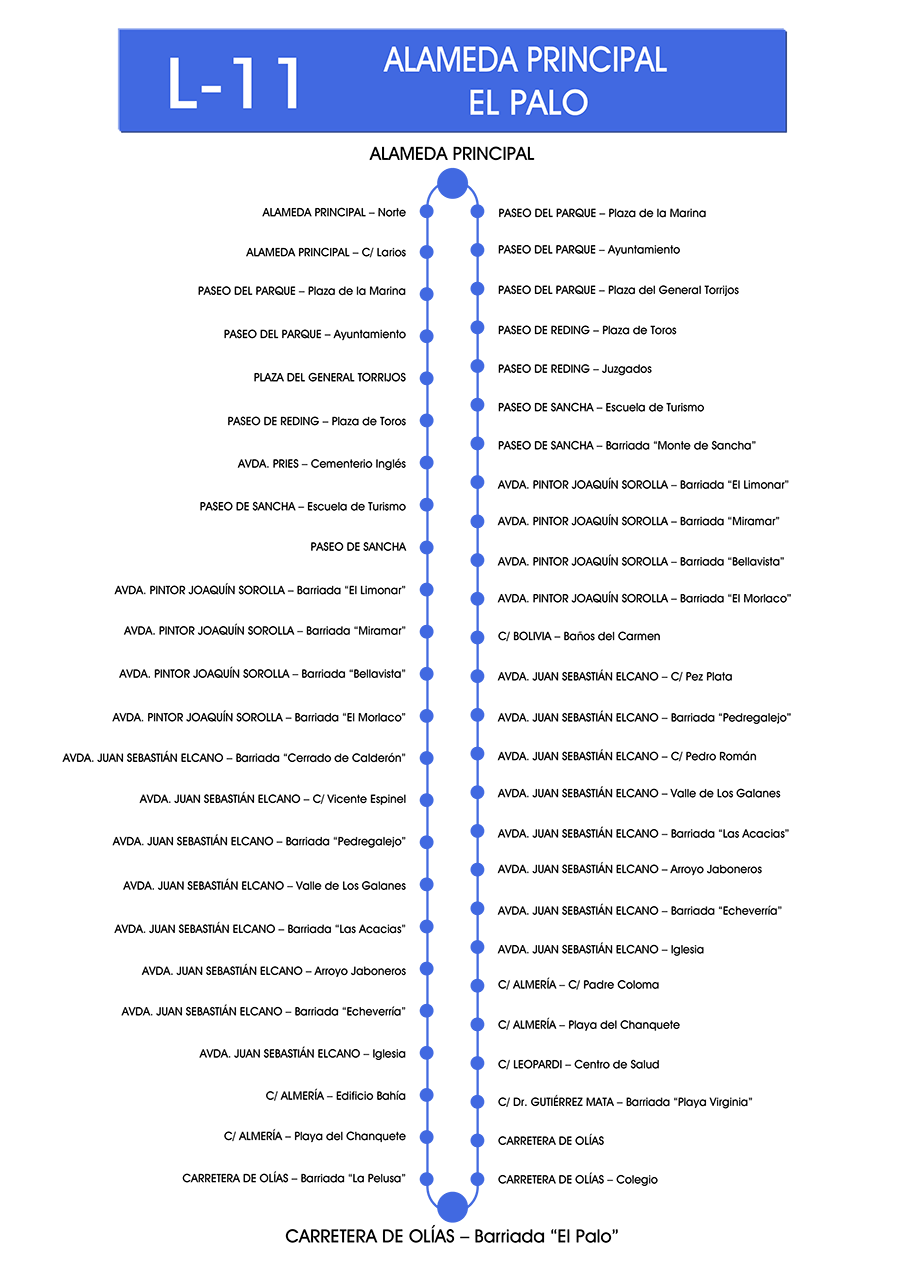
Esquema (desactualizado) de las paradas de la línea 11.
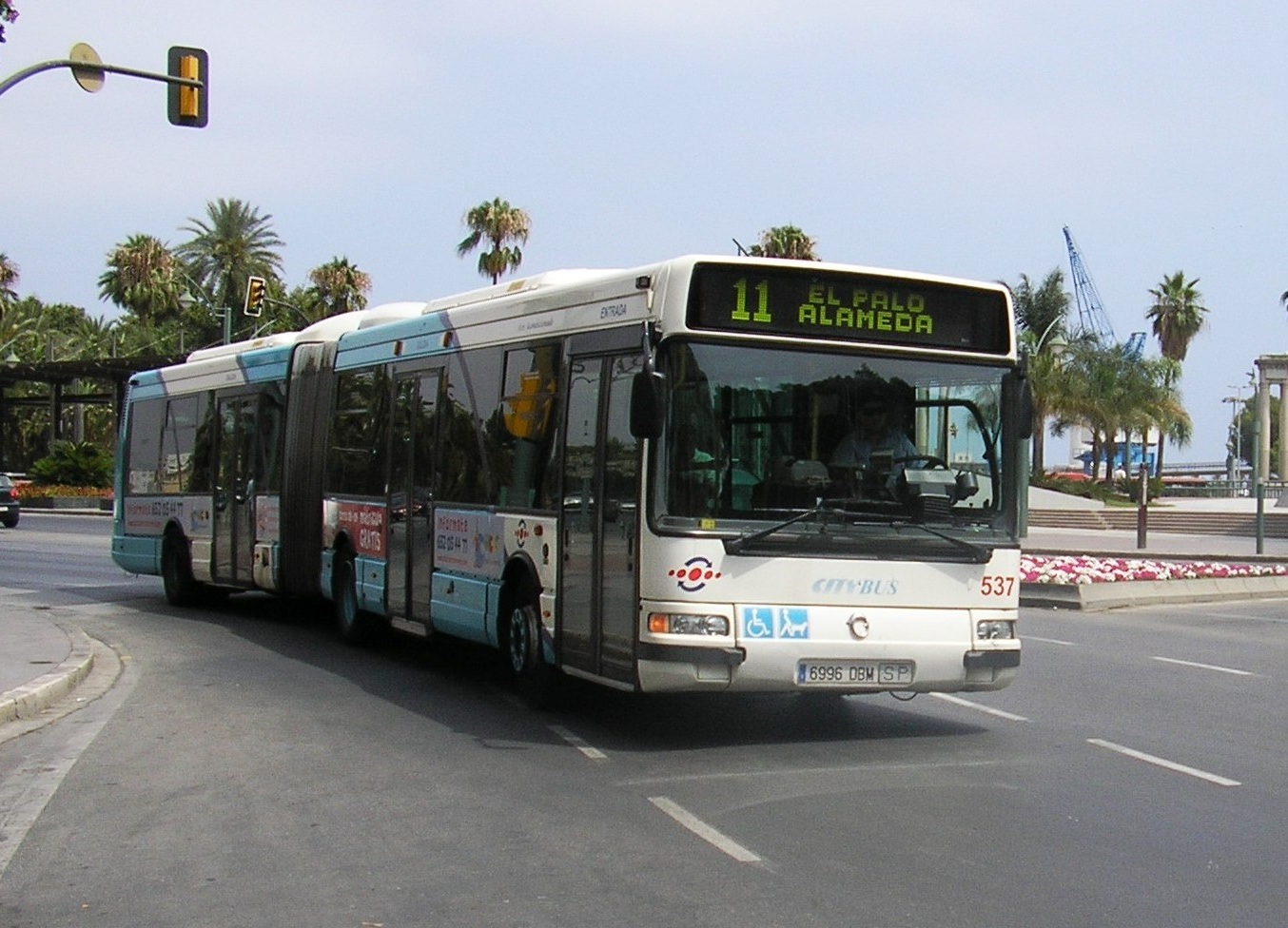
Un autobús de la línea 11 a la altura de la Plaza de la Marina